# Olaf Buhl
Olaf Buhl (*  4. Januar 1953 in Wiesbaden; † 6. August 2014 ebenda) war ein deutscher Fernsehjournalist und Moderator.

## Leben
Er studierte Anglistik, Politologie, Pädagogik und Jura. Nach seinem Studium war er zunächst Volontär beim ZDF. In den 1980er Jahren arbeitete er dann als  Korrespondent im ZDF-Hauptstadtstudio in Bonn. Später leitete Buhl das ZDF-Landesstudio Hessen. Bekannt wurde er als Moderator der ZDF-Sendung Kennzeichen D, die er von 1995 bis 2001 moderierte.